# Связь в Актобе
Первая почтовая станция в Актобе появилась в конце XIX века, а в 20-е годы XX века в городе появилась возможность передачи информации на дальние расстояния в виде телеграфа. На данный момент жителям города доступны услуги стационарной телефонной связи, сотовой связи различных стандартов (GSM/2G EDGE/3G UMTS/4G LTE и в конце 2023 появились базовые станции 5G) и подключение к сети Интернет (проводное и беспроводное).

## Почта
Первое почтовое отделение связи на территории Казахстана появилось в 1860 году в городе Верный (совр. Алма-Ата), а первая почтовая станция в Актобе появилась в 1881 или 1882 году. Крупнейшим почтовым оператором в городе является АО «Казпочта». На данный момент, помимо центрального областного филиала (почтовый индекс: 030000), по всей территории города расположено около 20 отделений «Казпочты» (диапазон индексов: 030001—030021).

## Стационарная связь
В Актобе шестизначные телефонные номера. Код города — 7132.
Телеграфная связь в Актюбинской области появилась в 1928 году. 19 марта 1932 гогда на базе Актюбинской окружной конторы связи была образована Актюбинская областная дирекция телекоммуникаций. Первая автоматическая станция города (АТС-21) заработала в 1968 году. До ввода в эксплуатацию цеха полуавтоматики и коммутаторного зала актюбинцы пользовались междугородней телефонной связью с помощью ручной телефонной станции, где связь осуществлялась посредством телефонистов. В конце 1990-х — начале 2000-х годов начался переход на цифровые станции. Актобе стал вторым городом страны (после Шымкента), который полностью перешёл на цифровую телекоммуникационную сеть. В 2008 году в городе была реализована возможность доступа к беспроводной сети CDMA, что позволило обеспечить телефонной связью пригородные районы Актобе.
Основной оператор стационарной телефонной связи — Актюбинская областная дирекция телекоммуникаций АО «Казахтелеком». Также действуют несколько операторов стационарной связи — ТОО «Свим», ТОО «Актобетранстелеком», АО «Nursat», ТОО «Аксиком», ТОО «Astrix Telecom Company».

## Пейджинговая связь
В 1996 году компания «АЛСИ» открыла пейджинговую сеть «Алси-Азия-Пейдж», в которую были объединены 25 городов Казахстана, в том числе и Актобе. В начале 2000-х годов пейджеры, в связи с распространением сотовых телефонов и снижением стоимости услуг мобильной связи и SMS практически исчезли из обихода.

## Сотовая связь
Услуги сотовой связи в городе предоставляют несколько республиканских операторов: АО «Kcell» (Kcell, Activ); ТОО «КаР-Тел» (Beeline Казахстан); ТОО «Мобайл Телеком-Сервис» (Tele2 Казахстан); АО «Алтел» (Altel 4G:GSM/LTE). Все операторы поддерживают технологии мобильной связи третьего поколения (3G/UMTS) и оказывают услуги по предоставлению мобильного интернета (см. раздел «Интернет»).
С 1994 по 1999 годы АО «Алтел» имело эксклюзивные права на предоставление услуг мобильной связи в Казахстане (технология NAMPS, оборудование Motorola). К 2000 году сотовая связь была доступна в 10 крупных городах страны, в том числе и в Актобе. После аннулирования эксклюзивных прав АО «Алтел», правительством Казахстана был организован тендер и на рынке услуг сотовой связи появились другие операторы.
15 мая 2014 года АО «Алтел» (дочерняя компания «Казахтелекома»), запустило первую в Казахстане мультитехнологическую сеть 4G/3G/2G в нескольких городах страны, в том числе и в Актобе. На данный момент АО «Алтел» обладает монопольным правом на использование таких частот и является единственным оператором в стране, предоставляющим связь стандарта 4G LTE.

## Интернет
Основной интернет-провайдер в городе, как и в целом по Казахстану, — АО «Казахтелеком» (Megaline, iD TV, iD Net). Также услугами предоставления мобильного и проводного интернета занимаются провайдеры «2 Day Telecom» (ТОО «2 Day Telecom»), «Astel» (АО «Astel»), «Beeline» (ТОО «КаР-Тел»), «DigitalTV» (ТОО «Digital TV»), «ALTEL 4G» (АО «Altel»), «Kcell» (АО «Kcell»), «Nursat» (АО «Nursat»), «RB-K» (ТОО «Радиобайланыс») и др. Своими собственными каналами передачи данных располагают АО «Казахтелеком», АО «Astel», АО «Nursat» и несколько других компаний, а остальные провайдеры арендуют каналы у компаний первого уровня.
Внедрение передачи данных через сеть Интернет началось в мае 2002 года. В городе были открыты три узловые точки доступа по протоколу TCP/IP, что обеспечило возможность массового подключения к сети. В 2003 году по маршруту Алма-Ата — Тараз — Шымкент — Кызылорда — Актобе — Атырау — Астрахань — Москва была проложена волоконно-оптическая линия связи (ВОЛС) длиной 4 тыс. км, которая позволила увеличить ёмкость каналов доступа в Интернет с 46 мбит/с до 201 мбит/с. В 2009 году жителям города стали доступны услуги iD TV (цифровое телевидение от АО «Казахтелеком») и SIP-телефонии. С 2010 года ведутся работы по подключению абонентов к оптической сети FTTx (FTTH/FTTB). В 2010—2012 годах этой технологией было охвачено около 380 жилых домов. В 2010-х годах Beeline Казахстан начал предоставлять услуги широкополосного доступа в Интернет по технологии FTTB со скоростью передачи данных до 100 Мбит/с. В мае 2010 года Актобе стал одним из городов Казахстана, где появилась возможность использования беспроводной сети 3G для доступа в Интернет. Услугой «Megaline Mobile 3G» от АО «Казахтелеком» можно было воспользоваться с помощью специального USB-модема.
Число пользователей интернета в Актюбинской области в 2014 году достигло 75,6 тыс. человек (69,2 тыс. в 2013). С долей в 3,6 % от общего числа пользователей актюбинский регион находится на 11 месте по стране. По итогам национальной переписи 2009 года стало известно, что 97 746 жителей городской администрации Актобе (77 % от общеобластных показателей) умели пользоваться Интернетом и электронной почтой.
Из-за того, что большинство сетей было построено в 1980-х годах, у жителей окраинных районов города имеются проблемы со скоростью доступа к интернету. Для решения этой проблемы ведётся строительство оптоволоконных сетей. Средняя скорость передачи данных по сети 3G в городе Актобе (2012) составляет 2,1 мбит/с у оператора АО «Kcell» (Kcell, Activ), 2,4 мбит/с у ТОО «КаР-Тел» (Beeline) и 3,1 мбит/с у ТОО «Мобайл Телеком-Сервис» (Tele2). Средняя скорость передачи данных по Казахстану у упомянутых операторов была 2,47 мбит/с, 2,95 мбит/с и 2,75 мбит/с соответственно.

## Комментарии
1. ↑  Отдельной статистики по городу нет